# Jean-Paul Didierlaurent
Jean-Paul Didierlaurent (La Bresse, 2 de marzo de 1962-Estrasburgo, 5 de diciembre de 2021) fue un escritor francés.

## Biografía
Después de sus estudios de publicidad en Nancy, trabajó algún tiempo en París pero volvió rápidamente a sus Vosgos natales. Empleado en el servicio al cliente de la empresa Orange por mucho tiempo.

### Escritura
En 1997 descubrió la existencia de concursos de novelas cortas, lo que le da la idea de lanzarse en sus primeras producciones literarias. Entre éstas, Brume (Bruma) le permitió ganar el Premio internacional Hemingway, que premia novelas relacionadas con el mundo taurino, en torno a la Feria de Nîmes. Esta novela premiada está publicada en Francia en una recopilación titulada Brume et autres nouvelles du Prix Hemingway 2010 (Bruma y otras novelas cortas del Premio Hemingway) en la editorial Au Diable Vauvert en 2010. Didierlaurent volvió a ganar el mismo premio en 2012 para la novela corta Mosquito, publicada en la misma editorial en la recopilación Mosquito et autres nouvelles du Prix Hemingway (Mosquito y otras novelas cortas del Premio Hemingway 2012).  Antes de publicar su primera novela, escribió novelas cortas durante quince años, ganadoras de numerosos premios.
Con el fin de escribir su primera novela que estaba en gestación desde hacía varios años, pidió una licencia sin sueldo de un mes y fue a Vauvert, un pueblo del sur de Francia en Camargue donde la editorial Au Diable Vauvert tiene una residencia de escritores, y donde pudo consagrarse de lleno a la escritura. «Fenómeno literario», su primera novela El lector del tren de las 6.27, publicada en 2014, «ha producido gran sensación» en Francia. Seleccionada para la edición 2015 del Cezam Premio Literario Inter CE, ha sido plesbicitada por los 3500 lectoras y lectores de este premio y elegida como laureada el 10 de octubre de 2015. El lector del tren de las 6.27, publicada en mayo del 2014, ha vendido 65 000 ejemplares en la edición Au Diable Vauvert, y acerca de 200 000 ejemplares en la edición de bolsillo Folio, y ha recibido el Premio de la Novela de la Empresa y del Trabajo, el Premio Michel Tournier, el Premio del Festival de la Primera Novela de Chambéry, del CEZAM Inter CE, del Libro Púrpura y numerosos otros premios de lectores. Traducida en 29 países, siendo adaptada en el cine en 2015-2016 por Mandarin Films.
En marzo de 2021, publicó su cuarta novela, Malamute (nombre de una raza de perro de trineo de Alaska), encuentro de tres personajes a puertas cerradas cuya intriga tiene lugar en el macizo montañoso de los Vosgos en invierno.

## Obras

### Novelas cortas
- 1997 : Le Jardin des étoiles y Procession (El jardín de las estrellas y Procesión), premiadas
- 1999 : Miroir d'encre (Espejo de tinta), premiada
- 2000 : L'Autre y Marée noire (El otro y Marea negra), premiadas
- 2004 : L'Envol (El vuelo), premiada
- 2005 : Le liseur (El lector), premiada
- 2007 : Puntilla, premiada
- 2008 : Confession intime et Canicule (Confesión íntima y Canícula), premiadas
- 2009 : Sanctuaire (Santuario), premiada
- 2010 : Brume (Bruma), premiada
- 2012 : Mosquito, premiada

### Recopilación individual de novelas cortas
- 2015 : Macadam, Au Diable Vauvert, 176 p. ISBN 978-2-84626-963-6 :
  - In nomine tetris
  - Macadam
  - Mosquito
  - Shrapnel
  - Menu à la carte (Menú a la carta)
  - Le Jardin des étoiles (El jardín de las estrellas)
  - Le Vieux (El viejo)
  - Brume (Bruma)
  - Rose sparadrap (Rosa esparadrapo)
  - Sanctuaire (Santuario)
  - Temps mort (Tiempo muerto)

### Recopilación colectiva de novelas cortas
- 2008 : Corrida de muerte, recopilación de novelas cortas de los laureados del Premio Hemingway 2007 sobre los temas "Equitación, Taurismo, Naturaleza y Territorios", entre las cuales la novela corta Puntilla de Jean-Paul Didierlaurent, (ISBN 978-2-84626-159-3), Au diable Vauvert, 196 p., 2008
- 2009 : Arequipa, Pérou, le 12 novembre 1934, recopilación de novelas de los laureados del Premio Hemingway 2008 sobre los temas "Equitación, Taurismo, Naturaleza y Territorios", entre las cuales la novela corta Canicule (Canícula) de Jean-Paul Didierlaurent, (ISBN 978-2-84626-186-9), Au diable Vauvert, 308 p., 2010.
- 2010 : Le Frère de Pérez (El hermano de Pérez), recopilación de novelas cortas de los laureados del Premio Hemingway 2009 sobre los temas "Equitación, Taurismo, Naturaleza y Territorios", entre las cuales la novela corta Sanctuaire (Santuario) de Jean-Paul Didierlaurent, (ISBN 978-2-84626-228-6), Au diable Vauvert, 252 p., 2010.
- 2010 : Brume (Bruma), recopilación de novelas cortas de los laureados del Premio Hemingway 2010 sobre los temas "Equitación, Taurismo, Naturaleza y Territorios", entre las cuales la novela corta Brume de Jean-Paul Didierlaurent, (ISBN 978-2-84626-263-7), Au diable Vauvert, 252 p., 2010
- 2012 : Mosquito, recopilación de novelas cortas de los laureados 2012 del Premio Hemingway, sobre los temas "Equitación, Taurismo, Naturaleza y Territorios", entre las cuales la novela corta Mosquito de Jean-Paul Didierlaurent, (ISBN 978-2-84626-443-3), Au diable Vauvert, 256 p., 2012

### Novelas
- 2014 : El lector del tren de las 6.27 (título original : Le liseur du 6h27)
- 2016 : El resto de sus vidas (título original : Le reste de leurs vies)
- 2018 : Conversaciones con mi enano de jardín (título original: La Fissure)
- 2021 : Malamute

## Premios

### Novelas cortas
- 1997 : Premio Henri Thomas para la novela corta literaria de Saint-Dié-des-Vosges por Le jardin des étoiles (El Jardín de las estrellas)[8]
- 1997 : Premio Henri Thomas para la novela corta Procession (premio especial del jurado)[8]
- 1999 : Premio Le Mans por Miroir d'encre (Espejo de tinta)[9]
- 2000 : Premio en el Salón del libro de Riantec por L'Autre (El otro)[10]
- 2000 : Premio en Villefranche-de-Rouergue por Marée noire (Marea negra)[11]
- 2002 : Premio en Villeneuve-lès-Maguelone por Reflets (Reflejos)[12]
- 2004 : Premio del Trophée de la Décennie (Trofeo de la Decenia, Premio Henri Thomas) por L'envol (El Despegue)[13]
- 2004 : Premio de la ciudad de Nanterre
- 2005 : Premio de la ciudad de Nanterre

### Novelas
- 2015-2016 : 7 premios para la novela El lector del tren de las 6.27:[14] Premio de la Novela de Empresas y del Trabajo 2015,[15] Premio Michel Tournier 2015,[16] Premio del Festival de la Primera Novela de Chambéry 2015,[17] Premio del CEZAM Inter CE 2015,[18] Premio del Libro Púrpura 2015[19] y Premio Completamente Libros 2016.[20]